# Marek Pietraś
Marek Krzysztof Pietraś (ur. 18 lutego 1957) – polski politolog, badacz stosunków międzynarodowych, profesor Uniwersytetu Marii Curie-Skłodowskiej w Lublinie.

## Życiorys
Marek Pietraś w 1980 ukończył z wyróżnieniem studia na Wydziale Dziennikarstwa i Nauk Politycznych Uniwersytetu Warszawskiego. W 1987 tamże obronił napisany pod kierunkiem Józefa Kukułki doktorat z nauk o polityce. Także na WDiNP UW habilitował się w 1996 na podstawie dzieła Bezpieczeństwo ekologiczne w Europie. W 2012 uzyskał tytuł naukowy profesora.
Jego zainteresowania badawcze obejmują tematykę bezpieczeństwa międzynarodowego, problemów ekologicznych w stosunkach międzynarodowych, teorii stosunków międzynarodowych, zwłaszcza reżimów międzynarodowych, procesów globalizacji i wyłaniania się tzw. późnowestfalskiego ładu międzynarodowego, procesów i problemów funkcjonowania obszaru Wspólnoty Niepodległych Państw.
Pracuje jako profesor w Katedrze Stosunków Międzynarodowych Instytutu Nauk o Polityce i Administracji Wydziału Politologii i Dziennikarstwa Uniwersytetu Marii Curie-Skłodowskiej w Lublinie. Pełnił m.in. funkcję prodziekana.
Doktoraty pod jego kierunkiem napisali, m.in.: Izabela Oleksiewicz (2004), Katarzyna Marzęda-Młynarska (2005), Paweł Frankowski (2005), Katarzyna Stachurska-Szczesiak (2006), Irma Słomczyńska (2006), Tomasz Stępniewski (2007), Beata Piskorska (2007), Adam Eberhardt (2008), Igor Lyubashenko (2010), Ernest Wyciszkiewicz (2017).
Stypendysta Deutscher Akademischer Austauschdienst (DAAD) na Uniwersytecie Kraju Saary (1992), Social Science Research Council – MacArthur Foundation na Uniwersytecie Pittsburskim (1993), Centrum Stosunków Międzynarodowych oraz Komisji Europejskiej na Uniwersytecie Londyńskim, programu TEMPUS na Uniwersytecie Europejskim we Florencji (1994) DAAD na Uniwersytecie w Münster (1998), Departamentu Stanu USA m.in. na Uniwersytecie Florydy (2011). Od 2009 wiceprzewodniczący Polskiego Towarzystwa Studiów Międzynarodowych. Członek Komitetu Nauk Politycznych Polskiej Akademii Nauk.
W 2003 „za wyjątkowo sumienne wykonywanie obowiązków wynikających z pracy zawodowej” otrzymał Złoty Krzyż Zasługi.

## Wybrane publikacje
- H. Chałupczak, K. Marzęda-Młynarska, M. Pietraś, E. Pogorzała (red.), Zagrożenia bezpieczeństwa w procesach globalizacji. Zagrożenia zdrowotne. Lublin – Zamość 2022, s. 564, ISBN
- M. Pietraś (red.), Międzynarodowe stosunki polityczne, Lublin 2021, s. 842
- M. Pietraś, W. Baluk, H. Perepelytsya (eds.), Raport. Stan i pwrspektywy partnerstwa strategicznego Polski i Ukrainy. Punkt widzenia Polski i Ukrainy, Lublin – Kijów 2021, s. 176,
- H. Chałupczak, K. Marzęda-Młynarska, M. Pietraś, R. Suduł (red.), Zagrożenia bezpieczeństwa w procesach globalizacji, Zagrożenia polityczne, Lublin 2020, s.511,
- H. Chałupczak, M. Pietraś, E. Pogorzała (red.), Europa Środkowo-Wschodnia w procesie transformacji i integracji. Wymiar edukacyjny, Wydawnictwo Officina Simonidis, Zamość 2020, s. 409,
- W. Paruch, M. Pietraś, B. Surmacz (red.), Sojusz Północnoatlantycki w środowisku niepewności i zmiany. Dwadzieścia lat członkostwa Polski, Wydawnictwo Sejmowe, Warszawa 2020, s. 424,
- H. Chałupczak, M. Pietraś, Ł. Potocki (red.), Europa Środkowo-Wschodnia w procesie transformacji i integracji. Wymiar gospodarczy, Zamość 2018, Wydawnictwo Officina Simonidis, s. 331
- M. Pietraś, I. Hofman, S. Michałowski (red.),  Państwo w czasach zmiany, Lublin 2018, s. 407.
- H. Chałupczak, M. Pietraś,Ł. Potocki (red.), Europa Środkowo-Wschodnia w procesie transformacji i integracji. Wymiar gospodarczy. Zamość 2018, s. 331.
- M. Pietraś, J. Misiągiewicz (red.), Bezpieczeństwo energetyczne we współczesnych stosunkach międzynarodowych. Wyzwania, zagrożenia, perspektywy, Lublin 2017, s. 345.
- M. Pietraś, K. Wojtaszczyk (red.), Rola ONZ w kształtowaniu ładu międzynarodowego, Warszawa 2017, s. 279.
- H. Chałupczak, M. Pietraś, J. Misiągiewicz (red.), Europa Środkowo-Wschodnia w procesie transformacji i integracji, Zamość 2016, s. 568.
- Z. J. Pietraś, M. Pietraś (red.), Społeczność międzynarodowa wobec problemów globalnych, Warszawa - Lublin 1989.
- Z. J. Pietraś, M. Pietraś (red.), Interesy narodowe a współistnienie państw, Warszawa - Lublin 1989.
- Z. J. Pietraś, M. Pietraś (ed.), Transnational Future of Europe, Lublin 1992.
- M. Pietraś, Bezpieczeństwo ekologiczne w Europie. Studium politologiczne, Lublin 2000.
- M. Pietraś (red.), Oblicza procesów globalizacji, Lublin 2002.
- M. Pietraś (red.), Międzynarodowe stosunki polityczne, Lublin 2006 i 2007.
- M. Pietraś, T. Kapuśniak (red.), Ukraina w stosunkach międzynarodowych, Lublin 2007.
- M. Pietraś, K. Marzęda (red.), Późnowestfalski ład międzynarodowy, Lublin 2008.
- H. Chałupczak, M. Pietraś, P. Tosiek (red.), Europa Środkowo - Wschodnia w procesach transformacji i integracji. Wymiar polityczny, Zamość 2010.
- M. Pietraś, Międzynarodowy reżim zmian klimatu, Toruń 2011.
- M. Pietraś, J. Olchowski, NATO w pozimnowojennym środowisku (nie)bezpieczeństwa, Lublin 2011.
- H. Chałupczak, M. Pietraś, Ł. Potocki (red.), Europa Środkowo-Wschodnia w procesie transformacji i integracji. Wymiar polityczny. Zamość 2011.
- M. Pietraś, K. Stachurska-Szczesiak, J. Misiągiewicz (red.), Europejska Polityka Sąsiedztwa Unii Europejskiej, Wymiar kulturowy, Zamość 2012.
- A. Gałganek, E Haliżak, M. Pietraś (red.), Wielo- i intedyscyplinarność nauki o stosunkach międzynarodowych, Warszawa 2012.
- E. Haliżak, M. Pietraś (red.), Poziomy analizy stosunków międzynarodowych, Warszawa 2013 t. 1 i t. 2.
- H. Chałupczak, M. Pietraś, E. Pogorzała (red.),  Europa Środkowo-Wschodnia w procesie transformacji i integracji, Zamość 2014.
- M. Pietraś, H. Dumała, B. Surmacz, A. Ziętek( red.), Teoria i praktyka stosunków międzynarodowych. Dziedzictwo intelektualne Profesora Ziemowita Jacka Pietrasia, Lublin 2014.
- M. Pietraś, K. Wojtaszczyk (red.), Polska w systemie bezpieczeństwa międzynarodowego, Warszawa 2016, s. 313.